# Schindleria
Schindleria is een geslacht van baarsachtige vissen, en het enige geslacht in de familie der Schindleriidae.
Schindleria-soorten behouden veel van hun larvale kenmerken. Hun lichaam blijft hun hele leven doorzichtig en veel van hun botten blijven onontwikkeld. Alle leden der Schindleria leven in riffen.

## Soorten
- Schindleria brevipinguis Watson & Walker, 2004
- Schindleria elongata Fricke & Abu El-Regal, 2017
- Schindleria macrodentata Ahnelt & Sauberer, 2018
- Schindleria multidentata Ahnelt, 2020
- Schindleria nigropunctata Fricke & Abu El-Regal, 2017
- Schindleria pietschmanni (Schindler, 1931)
- Schindleria praematura Schindler, 1930)